# Voula Patoulidou
Paraskevi "Voula" Patoulidou (Tripotamon in de buurt van Florina, 29 maart 1965) is een Grieks voormalig atlete, die was gespecialiseerd in het hordelopen, sprint en verspringen. Ze werd op deze disciplines olympisch kampioene en meervoudig Grieks kampioene. Ze nam viermaal deel aan de Olympische Spelen en won hierbij één medaille (goud).

## Biografie
Haar eerste succes behaalde ze in 1986 toen ze Grieks kampioene werd op het verspringen. Twee jaar later werd ze Grieks kampioene op de 100 m in 11,73 s.
Het hoogtepunt van haar sportcarrière beleefde ze in 1992 toen ze goud won op de Olympische Spelen van Barcelona op de 100 m horden voor de Amerikaanse LaVonna Martin (zilver) en de Bulgaarse Jordanka Donkowa (brons). Dit was tevens de eerste gouden medaille sinds 1912 voor Griekenland.
In 2000 werd ze in de voorrondes uitgeschakeld met 11,65 seconden op de 100 m. Ook deed ze dat jaar mee aan de 4 x 100 m estafette met haar teamgenoten Effrosini Patsou, Ekaterini Koffa, Ekaterini Thanou. Met 43,46 overleefden ze de voorrondes, maar met 43,56 seconden werd ze uitgeschakeld in de halve finale. Deze halve finale werd gewonnen door het team van Barbados in 42,42 seconden. In 2004 werd ze op 39-jarige leeftijd geëerd met een plek in het 4 x 100 m estafetteteam.
Ze is getrouwd met de Griekse olympische gewichtheffer Dimitrios Zarzavatsidis.

## Titels
- Olympisch kampioene 100 m horden - 1992
- Grieks kampioene 60 m (indoor) - 2000, 2001
- Grieks kampioene 100 m - 1988, 1990, 1992
- Grieks kampioene 100 m horden - 1989, 1992
- Grieks kampioene verspringen - 1986, 1994

## Persoonlijke records
Outdoor
| Onderdeel    | Prestatie | Datum           | Plaats    |
| ------------ | --------- | --------------- | --------- |
| 100 m        | 11,32 s   | 8 juli 2000     | Athene    |
| 200 m        | 24,24 s   | 16 juni 1999    | Athene    |
| 100 m horden | 12,64 s   | 6 augustus 1992 | Barcelona |
| verspringen  | 6,37 m    | 2 augustus 1996 | Atlanta   |

Indoor
| Onderdeel   | Prestatie | Datum            | Plaats    |
| ----------- | --------- | ---------------- | --------- |
| 60 m        | 7,31 s    | 24 februari 2001 | Pireás    |
| 60 m horden | 8,08 s    | 4 maart 1990     | Glasgow   |
| verspringen | 6,45 m    | 11 maart 1995    | Barcelona |

## Palmares

### 100 m horden
- 1990:  Balkan Games - 13,01 s
- 1991:  Middellandse Zeespelen - 12,96 s
- 1991:  Europacup C - 13,04 s
- 1992:  OS - 12,64 s

### 100 m
- 1990:  Balkan Games - 11,39 s
- 1991:  Europacup C - 11,41 s
- 1991  Middellandse Zeespelen - 11,48 s

### Verspringen
- 1994:  Balkan Games - 6,49 m
- 1995: 10e WK indoor - 6,44 m
- 1996: 10e OS - 6,37 m

1972: Annelie Ehrhardt ·
1976: Johanna Schaller ·
1980: Vera Komisova ·
1984: Benita Fitzgerald-Brown ·
1988: Jordanka Donkova ·
1992: Voula Patoulidou ·
1996: Ludmila Engquist ·
2000: Olga Sjisjigina ·
2004: Joanna Hayes ·
2008: Dawn Harper ·
2012: Sally Pearson ·
2016: Brianna Rollins ·
2020: Jasmine Camacho-Quinn ·
2024: Masai Russell
- World Athletics: 14280856
- International Standard Name Identifier: 0000 0000 4228 6116
- Library of Congress Control Number: no99085485
- Virtual International Authority File: 75958475
- WorldCat: E39PBJkMGXrVMyTkG99XkhjQv3